# Ali Haurand

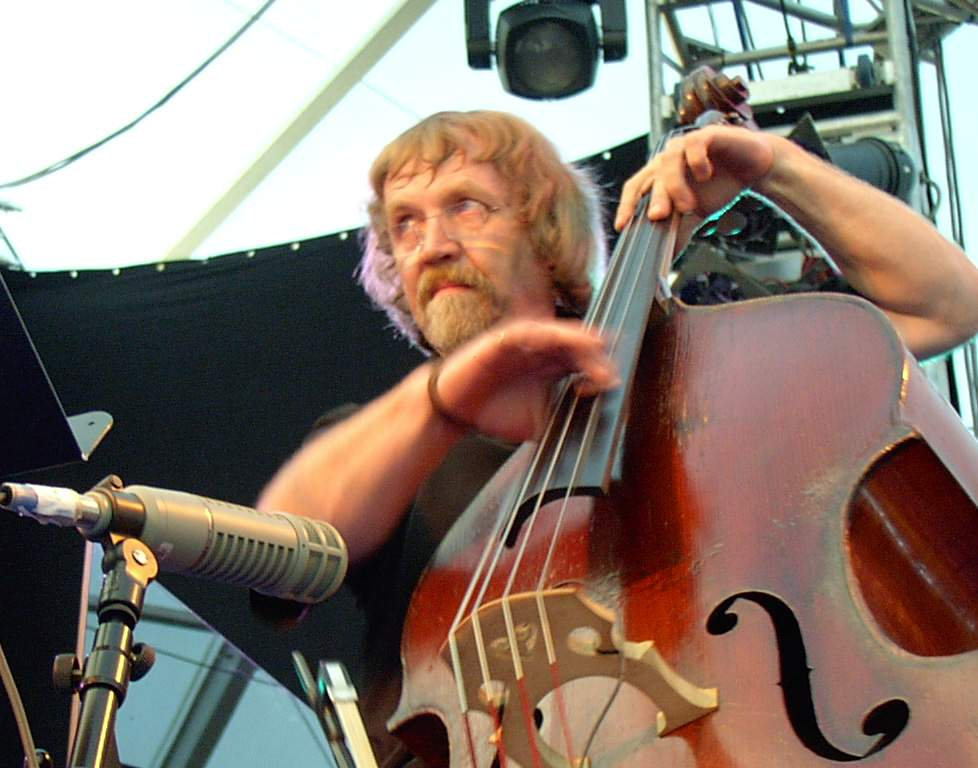
Ali Haurand, Jazz an der Donau, Straubing 2003

Ali Haurand (* 15. November 1943 als Alfred Josef Antonius Haurand in Viersen; † 28. Mai 2018 ebenda) war ein deutscher Jazzmusiker, Fernsehmoderator und Musikproduzent. Er spielte in zahlreichen Gruppen, Projekten und internationalen Tourneebesetzungen. Er arbeitete als verantwortlicher Festival-Manager einiger Jazz-Großveranstaltungen auch jenseits von Viersen sowie als Kontrabassist und Bandleader.

## Leben und Wirken
Haurand studierte nach einer Konditor- und kaufmännischen Lehre von 1966 bis 1973 an der Folkwangschule und der Rheinischen Musikhochschule. Er spielte zunächst mit eigenem Trio und seit 1967 im Trio und Quintett des Pianisten George Maycock. Er ging 1968/68 auch mit Philly Joe Jones, Jacques Pelzer, René Thomas und Jan Huydts auf Tournee. Auch trat er mit Ben Webster, Don Byas, John Handy, Bobby Jones und Wilton Gaynair auf. Es folgten eigene Gruppen wie Third Eye, das European Jazz Quintet (mit Leszek Zadlo, Gerd Dudek (After All, 1991), Alan Skidmore und Pierre Courbois) sowie, gemeinsam mit Alan Skidmore und Tony Oxley das Trio SOH. Mit den langjährigen Weggefährten, dem Saxophonisten Gerd Dudek und dem Pianisten Rob van den Broeck spielte Haurand in der Formation The Trio. Seit 1982 bildet das von ihm aus dem European Jazz Quintett gegründete und immer wieder in neuen Besetzungsvarianten präsentierte European Jazz Ensemble ein Sammelbecken für bekannte deutsche und europäische Jazzmusiker, etwa Allan Botschinsky, Stan Sulzmann, Joachim Kühn oder Daniel Humair. Überdies entstanden Projekte wie der Trumpet Summit oder die Begegnung des European Jazz Ensemble mit den Mitgliedern der indischen Khan-Family. In den 2000er Jahren beteiligte er sich an mehreren Jazz&Lyrik-Projekten.
Mehrere Jahre spielte Haurand u. a. im Duo mit dem Prager Flötisten Jiří Stivín. Ab 1994 arbeitete er in Projekten mit dem Pantomimen Milan Sládek. Im Jahr 2008 gab er in Prag gemeinsam mit František Uhlíř, Petr Dvorsky, Vit Svec und Tomas Baros ein Konzert für den tschechischen Staatspräsidenten Václav Klaus.
Über Jahrzehnte war er Moderator und Berater bei der WDR-Fernsehen-Jazzredaktion, zwölf Jahre lang künstlerischer Leiter der Düsseldorfer Jazz-Rally. Ab 1987 war er der Gründer und Organisator des Viersener Jazzfestivals, das er bis 2014 leitete. Über 20 Jahre lang organisierte er mit dem Jazzclub die Jazzkonzerte im Süchtelner Weberhaus.

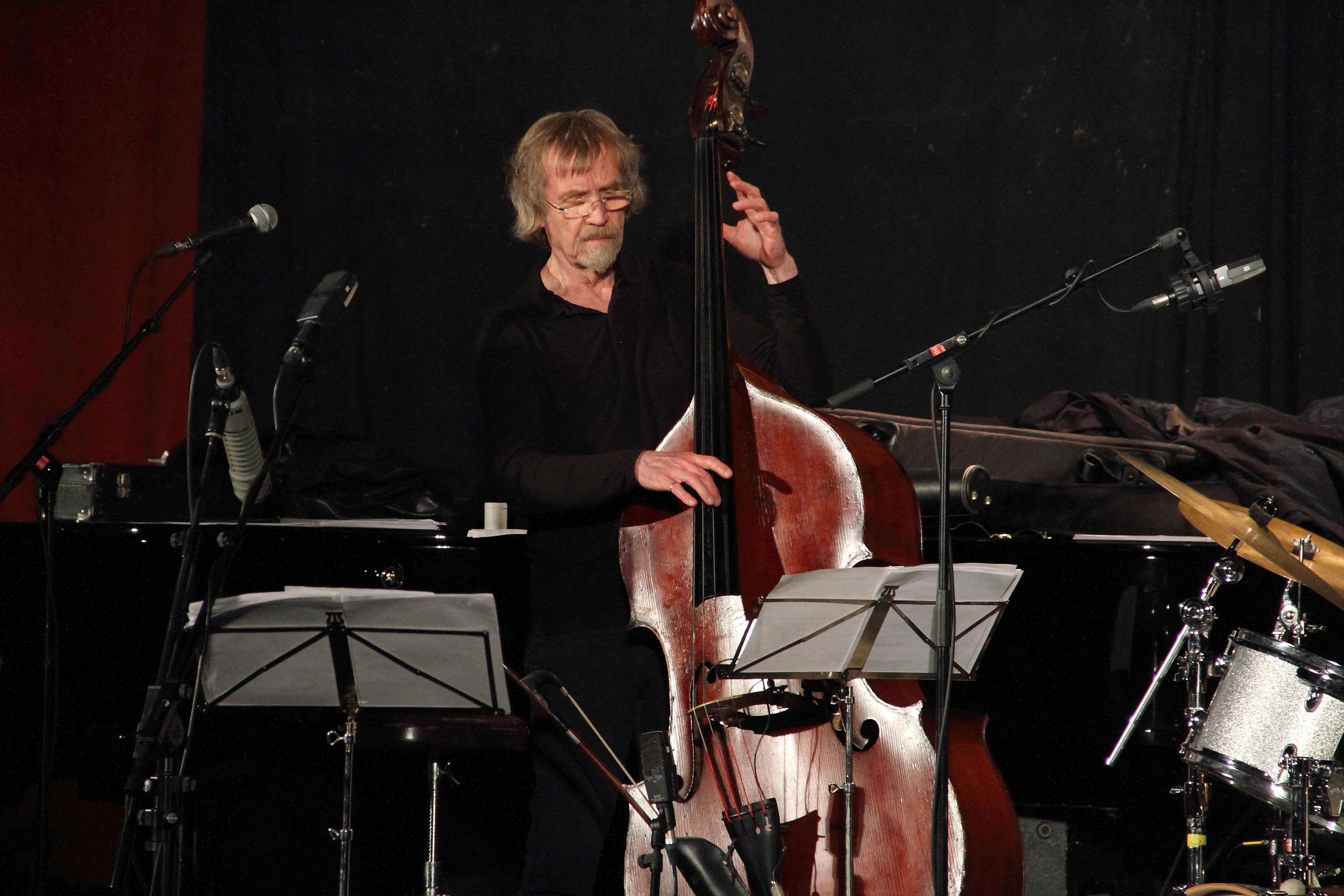
Ali Haurand auf dem INNtöne Jazzfestival 2016

## Ehrungen
Haurand wurde 2005 wurde vom französischen Kultusminister zum Chevalier des Arts et des Lettres ernannt. 2011 wurde ihm von der Stadt Viersen die Stadtplakette in Silber verliehen. 2016 wurde der Keller in der Viersener Festhalle ihm zu Ehren Ali Haurand Keller benannt (in Leuchtschrift über dem Eingang).

## Diskographie (Auswahl)
- Alfred Haurand: Naked (Metram, 1974)
- George Maycock Trio: George Maycock Trio (Ring Records, 1975)
- Third Eye: Third Eye (Ring Records, 1976)
- Alfred Haurand: Vitamine A+D (Ring Records, 1976)
- Third Eye: Connexion (Ring Records, 1977; Re-release CD/LP, Sonorama Records 2013)
- European Jazz Quintett: Live at Moers Festival (Ring Records, 1977)
- European Jazz Quintett: European Jazz Quintett (EGO Records, 1978)
- Lajos Dudas: Contrasts (Rillophon, 1978)
- George Maycock Trio: It’s blues time (AMG, 1979)
- Skidmore/Oxley/Haurand: S.O.H. (EGO Records, 1979)
- Lajos Dudas: Detour (Rayna Records, 1980)
- Skidmore/Oxley/Haurand: S.O.H. live (View Records, 1981)
- European Jazz Quintett: III. (Fusion, 1982)
- Wilton Gaynair Quintet: Alpharian (Konnex, 1982)
- Skidmore/Oxley/Haurand: SOH Live in London, BBC 1983 (Jazzwerkstatt, 2007)
- The Quartet: Relation (Konnex, 1984)
- Tony Oxley‘s Celebration Orchestra: Tomorrow is here (Dossier, 1985)
- European Jazz Ensemble: Live (Ear-Rational, 1989)
- European Jazz Ensemble: Meets the Khan family (M.A Music, 1992)
- Lajos Dudas: Urban blues (Konnex, 1993)
- The Trio: Pulque (Konnex, 1993)
- Haurand/Stivìn/v. den Broeck: Bordertalk (Konnex, 1995)
- European Jazz Ensemble: 20th Anniversary Tour (Konnex, 1997)
- The Trio feat. Tony Levin: Crossing level (Konnex, 1997)
- Lajos Dudas: Plays Bach (Edition Musikrat, 2000)
- Haurand/Stivìn: Just the Two of Us (Konnex, 2000)
- Haurand/Stivìn/Dudek/Eßer: Schinderkarren mit Buffet. Jazz & Lyrik (Konnex, 2001)
- Haurand/Humair/Mariano: Frontier traffic (Konnex, 2002)
- European Jazz Ensemble: 25th Anniversary (Konnex, 2002)
- Ali Haurand & Friends: Ballads (Konnex, 2005)
- Haurand-Dudek-Drews: Cascaden: Lyrik & Jazz (Konnex, 2007)
- Stivin/Haurand/Humair: Live in Hradec Králové 2003 (OS, 2008)
- Haurand/Stivin: The Two of Us: Just More (Konnex, 2008)
- European Jazz Ensemble: 30 Years on the Road (DVD) (Konnex, 2009)
- Stivin/Haurand: Old Wine New Bottled (Konnex 2011)
- European Jazz Ensemble: Live at 25th Int. Jazzfestival Viersen (Konnex, 2011)
- European Jazz Trio: First Sun (Konnex, 2013)
- European Jazz Sextet: Live at 27th Int. Jazzfestival Viersen 2013 (u. a. mit Alan Skidmore, Gerd Dudek, Jiri Stivin) (Konnex, 2014)
- Jan Huydts Trio: Conception (678 Records, 2016) (Aufnahme von 1971)

## Lexikalische Einträge
- Jürgen Wölfer: Jazz in Deutschland. Das Lexikon. Alle Musiker und Plattenfirmen von 1920 bis heute. Hannibal, Höfen 2008, ISBN 978-3-85445-274-4.